# Шамоа
Шамоа̀ (на италиански и на френски: Chamois, на местен диалект: Tsamoué, Цамоуе, от 1939 до 1946 г. Camosio, Камозио) е село и община в Северна Италия, автономен регион Вале д'Аоста. Разположено е на 1818 m надморска височина. Населението на общината е 100 души (към 2010 г.).